# Mákina
Mákina é um subgênero do hardcore techno que se originou na Espanha. Similar ao UK hardcore, inclui elementos do bouncy techno e do hardtrance. O andamento fica entre 150 e 180 batidas por minuto. 

## História

### Início da década de 1990: origens
A dance music na Espanha tornou-se proeminente em  1988 com a ascensão do acid house. Mákina seguiu esta tendência, traçando suas origens no início da década de 1990 em Valência, derivado de outro estilo, intitulado Bakalao, que na verdade era o nome local dado a uma associação que se fazia música eletrônica que se dançava junto com música pop e rock em casas noturnas valencianas na segunda metade da década de 1980.

### Meados da década de 1990: sucesso
O gênero ganhou proeminência em 1991 quando o produtor espanhol Chimo Bayo lançou o single, "Así Me Gusta A Mi (X-Ta Si, X-Ta No)". A música fez sucesso em toda a Europa e fez o gênero como um todo estourar nas paradas, tornando-se extremamente popular em toda a Espanha entre 1995 a 1997, com muitos singles no estilo mákina atingindo o topo da parada espanhola (Productores de Música de España). O grupo de mákina espanhol EX-3 teve dois sucessos no topo das paradas, "Extres" e "Ex-P-Cial" em 1995 e 1996, respectivamente. Talvez o sucesso desse gênero mais conhecido nos Estados Unidos seja "Streamline" de Newton, popularizado por um comercial de 2006 da Pepsi estrelado por Jimmy Fallon. De 1999 a 2006 esse gênero foi a base da cena rave no Nordeste da Inglaterra. Músicas do gênero ainda são regularmente ouvidas dos ônbus quando o Newcastle United joga fora de casa.